# Julia Strowski
Julia Strowski (* 18. September 1998) ist eine deutsch-japanische Schauspielerin und Synchronsprecherin.

## Leben
Die Tochter einer Japanerin und eines Deutschen wuchs bilingual auf: neben Deutsch spricht sie auch Japanisch als Muttersprache. Außerdem beherrscht sie laut eigenen Angaben Französisch und Englisch gut in Wort und Schrift. Bis 2010 besuchte sie die Japanische Ergänzungsschule Berlin e. V.; bis 2016 war sie Schülerin am Canisius-Kolleg Berlin. Strowski ist in Berlin wohnhaft.
Von 2006 bis 2008 war sie im Ensemble des Theaters in der Sankt Paulus Schule Berlin. Seit 2014 ist Strowski Mitglied im Jungen Deutschen Theater Berlin und wirkte bereits in verschiedenen Theatern in Berlin mit. So war sie beispielsweise Teil des Ensembles des Deutschen Theaters in Berlin. Seit 2017 nimmt sie Schauspielunterricht an der Tankstelle Berlin.
Erste Erfahrungen vor der Kamera sammelte sie im Jahr 2018 in dem Film Jim Knopf und Lukas der Lokomotivführer, wo sie eine Nebenrolle innehatte. 2019 folgten eine Besetzung in einer Episode der Fernsehreihe Das Traumschiff und eine Hauptrolle in dem Kurzfilm Opfer. Im selben Jahr verkörperte sie die Rolle der Honoka in der Fernsehserie Das Wichtigste im Leben in insgesamt sechs Episoden.
Aktuelle Projekte sind Besetzungen in den Spielfilmen Don’t Read This on a Plane und Into the Beat – Der Tanz deines Lebens (Stand Februar 2020). Außerdem verkörpert sie die Rolle der Kim Win Win in der Prime-Video-Serie Bibi & Tina – Die Serie, die seit dem 3. April 2020 auf Prime Video ausgestrahlt wird.

## Filmografie
- 2018: Jim Knopf und Lukas der Lokomotivführer
- 2019: Das Traumschiff (Fernsehreihe, Episode 1x83)
- 2019: Opfer (Kurzfilm)
- 2019: Das Wichtigste im Leben (Fernsehserie, 6 Episoden)
- 2020: Bibi & Tina – Die Serie (Fernsehserie)
- 2020: Don’t Read This on a Plane
- 2020: Into the Beat – Der Tanz deines Lebens
- 2021: SOKO Stuttgart (Fernsehserie, Episode Unsichtbare Gefahr)
- 2022: SOKO Linz (Fernsehserie, Episode Da Capo)
- 2022: Erzgebirgskrimi (Fernsehserie, Episode Ein Mord zu Weihnachten)
- 2024: Pumpen (Fernsehserie, Episode Zwischen den Stühlen)[6]
- 2024: Blutige Anfänger (Fernsehserie, Episode Wasserleichen lügen nicht)
- 2025: Die Kanzlei: Altes Eisen (Fernsehserie)

## Synchronarbeiten (Auswahl)
- seit 2021: Yellowjackets, für Sofia Skates, als Ava
- 2025: Assassin’s Creed Shadows, als Oeyo